# Karin Haage

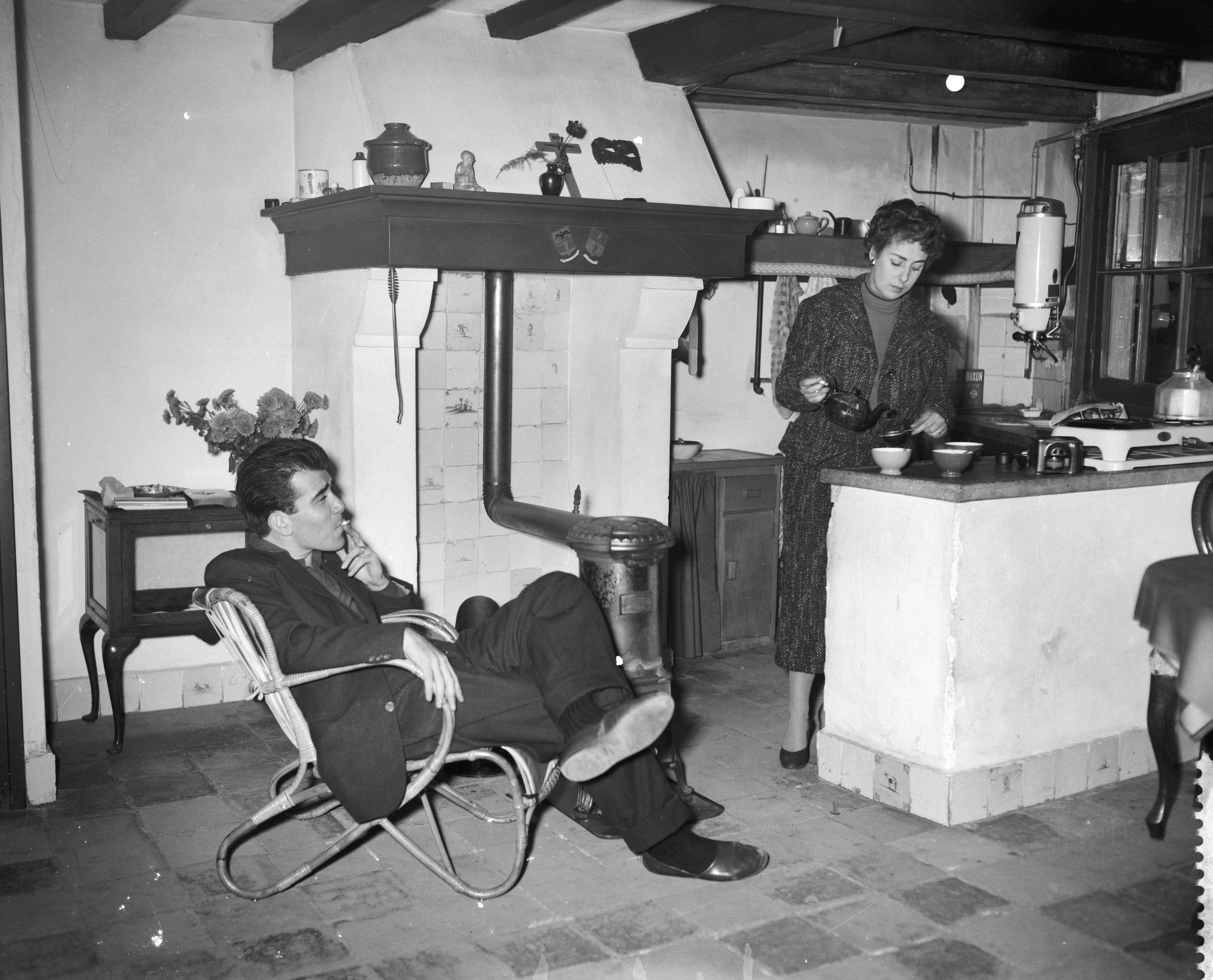
Echtpaar van den Heuvel-Haage thuis (1967)

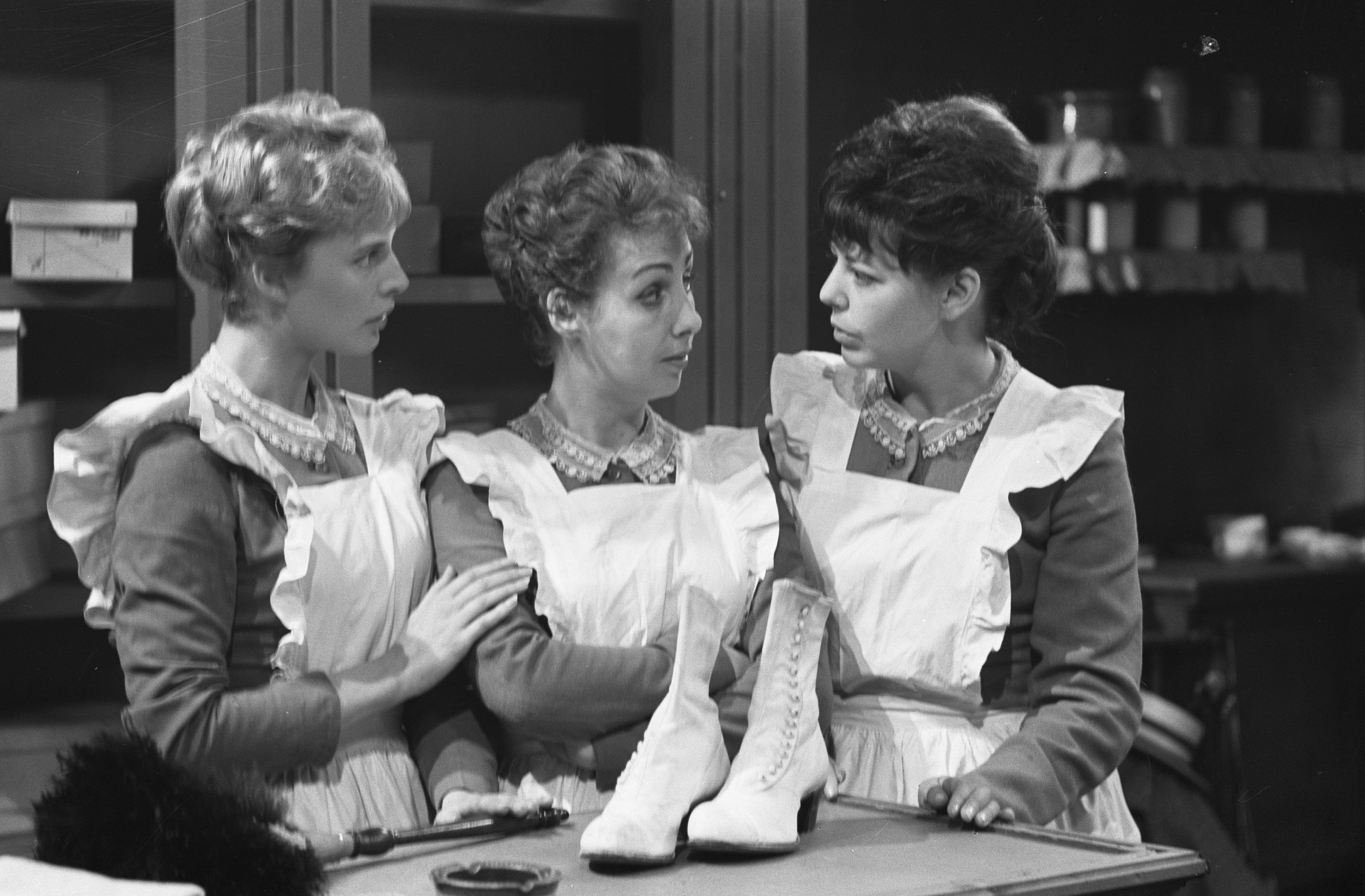
Ada Thijsse, Karin Haage en Ria Vroemen aan het werk (1961)

Karin Haage, pseudoniem voor Hendrika Norberta Maria (Henny) Hardebol (Amsterdam, 9 oktober 1928 – Amsterdam, 20 augustus 1983) was een Nederlands toneelacteur.
Ze was dochter van Elisabeth Leopoldina Norbertha Maria Scheppers en Johannes Cornelis Hardebol. Zelf was ze tussen 1955 en 1968 (echtscheiding) getrouwd met acteur Wim van den Heuvel.
Ze kreeg haar basisopleiding aan het RK Lyceum voor Meisjes aan de Reinier Vinkeleskade in Amsterdam-Zuid. Ze schreef in de late jaren veertig wel stukken onder eigen naam voor het schoolblad Knoppen (getiteld Feiten- en fantsieënkind) en was er ook af en toe redactrice. 
Haage hanteerde die naam al bij de studie aan de Toneelschool aan de Marnixstraat 150, waar ze net als haar toekomstig echtgenoot in 1952 afstudeerde. Samen met Van den Heuvel sloot ze zich aan bij (jongeren)toneelgezelschap Puck, waar ze negen jaar speelde. Anders dan haar man begon zij ook vrijwel direct bij het serieus toneel; in 1952 was ze te zien als page in Romeo en Julia van William Shakespeare. Zij was daarna jarenlang verbonden aan de opvolger van Puck Toneelgroep Centrum, maar was ook wel op televisie te zien, alwaar haar rol van en in Vrouwtje Bezemsteel haar bekendheid bracht.
Zij had de pech dat zij in de jaren zestig al dermate last had van tuberculose, dat ze tijdelijk van het podium verdween vanwege verpleging in sanatorium Bosch en Duin. Haar loopbaan kwam in 1975 definitief tot stilstand. Ze werd in 1972  onderscheiden als beste vrouwelijke bijrol voor haar rol van moeder in Gered van Edward Bond; haar laatste optreden vond ook onder Edward Bond plaats in Bingo. 
Ze overleed op 54-jarige leeftijd. Ze liet twee kinderen en haar ouders na. Ze werd begraven op Begraafplaats Buitenveldert.